# مراقبة حركة المرور على الشبكة
في شبكة حاسوب تعتبر مراقبة حركة المرور علي الشبكة عملية قياس كم ونوع الحركة المرورية علي شبكة معينة. ويعتبر ذلك ضروريا بشكل خاص لإدارة نقل البيانات بشكل فعال.

## الأدوات
تتوافر أدوات البرمجيات المتنوعة لقياس حركة المرور علي الشبكة. تقيس بعض الأدوات حركة المرور عن طريق الالتقاط بينما تستخدم أخرى بروتوكول إدارة الشبكات البسيط. إن أدوات التحكم في الشبكة WMI وغيرها من العوامل الداخلية لقياس استخدام ناقل البيانات علي آلات أو موجهات فردية. لكن النوع الأخير لا يكتشف نوع الحركة المرورية ولا تعمل علي آلات لا تستخدم الـ عميل برمجي اللازم مثل الآلات الزائفة علي الشبكة أو الآلات التي لا يتوافر فيها عميل. في الحالة الأخيرة, يُفضل استخدام الأجهزة المباشرة. عادة ما يظهر ذلك بين الشبكة المحلية ونقطة الخروج من الشبكة المحلية, وبوجه عام فإن الشبكات الموسعة أو موجهات الإنترنت وكافة الحزم تخرج وتدخل إلي الشبكة عن طريقها. في معظم الحالات قد تعمل الأجهزة بمثابة جسر علي الشبكة فلا يكتشفها المستخدمين.

### الوظائف والسمات
تتسم أدوات القياس عامة بالوظائف والسمات التالية:
- واجهة المستخدم (الشبكة, الرسوم التصويرية، لوحة التحكم)
- بيانات الحركة المرورية الفعلية
- وصف نشاط الشبكة في ضوء قواعد المطابقة المرورية المحددة مسبقا لإظهار:
  - عنوان الإنترنت الخاص بالجهاز المستخدم
  - عنوان الإنترنت الخاص بالجهاز عن بُعد
  - رقم المنفذ أو البروتوكول
  - اسم المستخدم المسجل
- مساحات نقل البيانات
- دعم تشكيل الحركة المرورية أو تحديد المعدلات (التداخل مع صفحة ضبط الحركة المرورية بالشبكة)
- دعم حجب الموقع وفلترة المحتوي
- إنذارات لإبلاغ المسؤول في حالة الاستخدام الزائد (سواء بالعنوان الخاص بالجهاز أو ككل)

### بعض الأدوات المتاحة
تتضمن بعض الأدوات المتاحة ما يلي
- حزم عمليات نظام توليد سجلات التدقيق والاستثمار في تدفق شبكي مفصل لبيانات العمليات, والأداء, وإدارة الأمان.
- برنامج (كاكتي Cacti) يسمح للمستخدم استخدام خدمات الاقتراع في فترات زمنية محددة مسبقا وعمل رسوم توضيحية بالبيانات الناتجة.
- برنامج تسريع الاتصال بالإنترنت cFosSpeed يقوم بتصنيف الحركة المرورية ويدع المستخدم يعرض ويُشكل ويُعرّف أو يستخدم بروتوكولات تحديد السرعة أو البرامج المثبتة في النوافذ.
- جهاز مراقبة التدفق FlowMon يعتبر الحل الكامل لمراقبة تدفق الحركة المرورية فس الشبكة وتحليلها بالإضافة إلي تشغيل مجمعات 10 جيجابت وغيرها من نظم الإشراف.
- برنامج InterMapper لتحديد مصادر الأعطال المُصنع خصيصاً لأجهزة ماكنتوش القديمة في 1994 بواسطة مدير شبكات في دارتموث (كلية). يستخدم هذا التطبيق بروتوكول إدارة الشبكات البسيط, وبروتوكول فحص وصول الحاسب الآلي بالشبكة بروتوكول تدفق المرور لبناء خارطة تصويرية للشبكة مشابهة لبرنامج HP Openview لتوضيح استخدام ناقل المعلومات من خلال منفذ المعلومات وبروتوكول الشبكات التخيلية / الافتراضية. المنصات الداعمة: ماك أو إس إكس, ولينكس, وويندوز.
- يقدم برنامج LiveAction رؤية طبقة التوجيه الفعلي مما يسمح للمستخدم رؤية وحل مشكلة الموجهات وتنفيذ التوجيه القائم علي سياسة.
- راسم المرور متعدد المسار.
- محدد الشبكة NetLimiter برنامج لمراقبة المرور وتشكيل البرمجيات لبرامج الويندوز.
- برنامج OmniPeek أحد الحلول لمراقبة الشبكة من الخادم إلي الخادم مما يوفر الدعم للعديد من محولات الحزم والمجمعات عن بُعد.
- برنامج Observium وهو تطبيق أتوماتيكي لمراقبة الشبكة يركز علي جمع البيانات المكثف ورسم البنية التحتية للشبكة.
- برنامج بايسلار راسم مرور الموجه PRTG ويعمل علي برنامج الويندوز مع واجهات تصويرية وشبكية ويركز علي الحزم التي تستخدم برنامج سيسكو نت فلو والتقاط الحزم أو بروتوكول إدارة الشبكات البسيط لمراقبة استخدامات ناقل البيانات.
- شبكات PacketTrap ـ محلل للمرور ولتدفق المرور.
- المدقق Scrutinizer لتحليل تدفق الشبكة والتدفق المروري وييح الرؤية الواضحة للسلوك المروري بالشبكة وإتجاهاته. إن تحسين تحليل المرور لبيانات نت فلو وجا-فلو وإس-فلو يحدد أي من المستخدمين والتطبيقات تستهلك أي ناقل للبيانات.
- برنامج Sandvine أحد الحلول الذكية للشبكات لقياس وإدارة مرور الشبكة باستخدام سياسة مفاتيح المرور.
- نظام SevOne لمراقبة أداء الشبكة.

كما توضح مقالة نت فلو قائمة بالأجهزة المولدة والتطبيقات التي تحلل سجلات نت فلو الخاصة بسيسكو

## وصلات خارجية
- Cricket on sourceforge.net
- KaTaLyzer - network traffic monitoring tool on sourceforge.net and katalyzer.sk
- Monitoring and Measurement in the Next Generation Technologies ("MOMENT"), a European FP7 framework project about SOA oriented Monitoring and Measurement in ICT Networks